# Castellucchio
Castellucchio (Castlüch in dialetto mantovano) è un comune italiano di 5 140 abitanti della provincia di Mantova in Lombardia.

## Geografia fisica
Situato nella zona centrale della provincia di Mantova, confina a Nord-Ovest con il Comune di Gazoldo degli Ippoliti, a Nord-Est con quello di Rodigo, a Sud-Est con quello di Curtatone e a Sud-Ovest con quello di Marcaria. Dista circa 12 km da Mantova in direzione ovest.
Il territorio è formato dal capoluogo e dalle frazioni di Sarginesco, Ospitaletto e Gabbiana. Le frazioni di Ospitaletto e Gabbiana sono divise a metà tra il Comune di Castellucchio e quello di Marcaria.

## Origini del nome
Il nome di Castellucchio deriva dal latino castrum, piccola fortificazione, o anche "castello di Lucio".

## Storia
Le prime notizie che riguardano la zona risalgono al periodo in cui l'imperatore Enrico III ne confermò il possesso al vescovo di Mantova (1045). Successivamente il territorio passò sotto la signoria dei marchesi di Canossa e nei primi decenni del XIV secolo vi si insediarono i Gonzaga. Di certo si sa che a Castellucchio esisteva una rocca che venne ricostruita nel 1379 per volontà di Ludovico I Gonzaga e che, successivamente, subì riparazioni varie e aggiustamenti nel periodo compreso tra il 1444 e il 1478 sotto il dominio di Ludovico II Gonzaga. Terminata la signoria dei Gonzaga, dal 1702 al 1706 l'intera area fu travolta dal passaggio degli eserciti che attraversavano l'Italia settentrionale durante la Guerra di successione spagnola: le truppe tedesche, poi quelle francesi devastarono tutto il borgo.
Agli inizi del XIX secolo più volte Napoleone Bonaparte, impegnato nella sua campagna di conquista in Italia, vi si trovò di passaggio; fu proprio egli che ordinò di riportare all'efficienza la strada di comunicazione per Mantova, dedicandola alla moglie con il nome di "strada Giuseppina". Dopo la parentesi napoleonica, divenne possedimento austriaco (Regno Lombardo-Veneto). 
Solamente al termine della Seconda guerra d'indipendenza italiana (1859), con la firma della Pace di Zurigo anche Castellucchio entrò a far parte del Regno di Sardegna.

## Territorio
Castellucchio si trova ai lati della strada statale Padana Inferiore ed è immerso nella campagna del medio mantovano in un territorio pianeggiante e fertile, ricco di acque. Si caratterizza per la presenza di numerosi campi con produzioni agricole intensive e specializzate. 

È posizionato tra i fiumi Oglio e Mincio, che con i loro affluenti creano, in alcuni luoghi, un paesaggio di notevole interesse ambientale. Nello specifico, il comune è bagnato dalla Seriola e dal canale Osone. A circa 2 km. ad est di Castellucchio, il torrente Osone trova un'opera idraulica che divide il corso delle acque. Il progetto originario risale ai tempi dei Bonacolsi, antichi Signori di Mantova (circa il 1300). L'Osone Vecchio scorre nel corso originario, fino a immettersi nel Lago Superiore, a nord delle Grazie; l'Osone Nuovo invece viene incanalato verso sud, fino alla Rocca di Montanara detta anche Rocca del cantone a causa dell’angolazione del corso delle acque per poi risalire a nord fino a immettersi nel Lago Superiore, a Curtatone in località “Quattro venti”. Le opere idrauliche della Rocca di Montanara, in vista di eventi bellici, avrebbero riversato le acque dell'Osone nella cintura idrica del Serraglio mantovano, per proteggere il lato Ovest della città di Mantova.

## Monumenti e luoghi d'interesse
- Chiesa di San Giorgio. Intitolata a San Giorgio, la costruzione della nuova chiesa iniziò nella seconda metà del XVIII secolo e fu terminata solo nel 1795. Nel coro è visibile la grande pala di Felice Campi, del 1795, raffigurante San Giorgio e restaurata nel 2020 con il supporto di una raccolta fondi popolare.

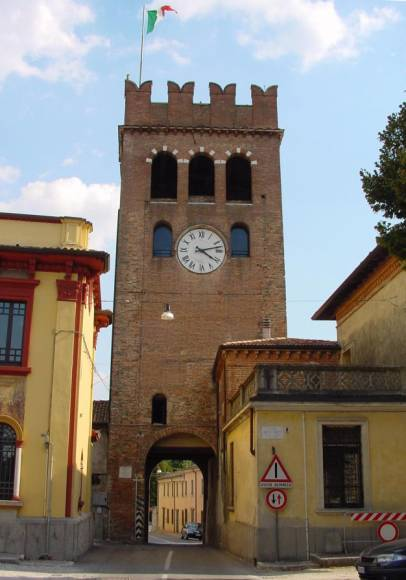
Torre medievale di Castellucchio, sede del Museo delle Armi

- Torre. Posta in piazza Arturo Pasotti, il punto più alto del paese, costituisce ancora oggi porta d'accesso al borgo Castello. La costruzione della torre civica di Castellucchio pare risalga al IX secolo d.C. a scopo difensivo. Alta circa 26 m e con base quadrata, riporta le classiche merlature e, subito sotto, la cella campanaria. Questa grande stanza ha su ogni lato una trifora che permette al suono delle campane di espandersi.

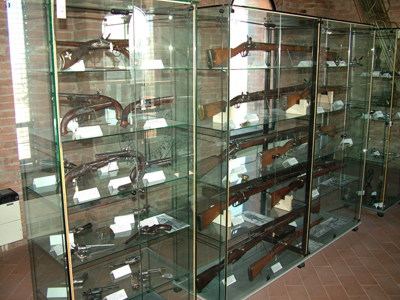
Museo delle Armi Antiche, situato nella Torre di Castellucchio

- Museo delle Armi Antiche "Fosco Baboni". Situato all'interno della Torre Civica, il museo ospita una raccolta d'armi del periodo risorgimentale, armi provenienti dall'America Latina e cimeli della prima Guerra mondiale. La raccolta, costituita dal Dottor Baboni, comprende 120 pezzi esposti suddivisi in armi bianche e da fuoco.

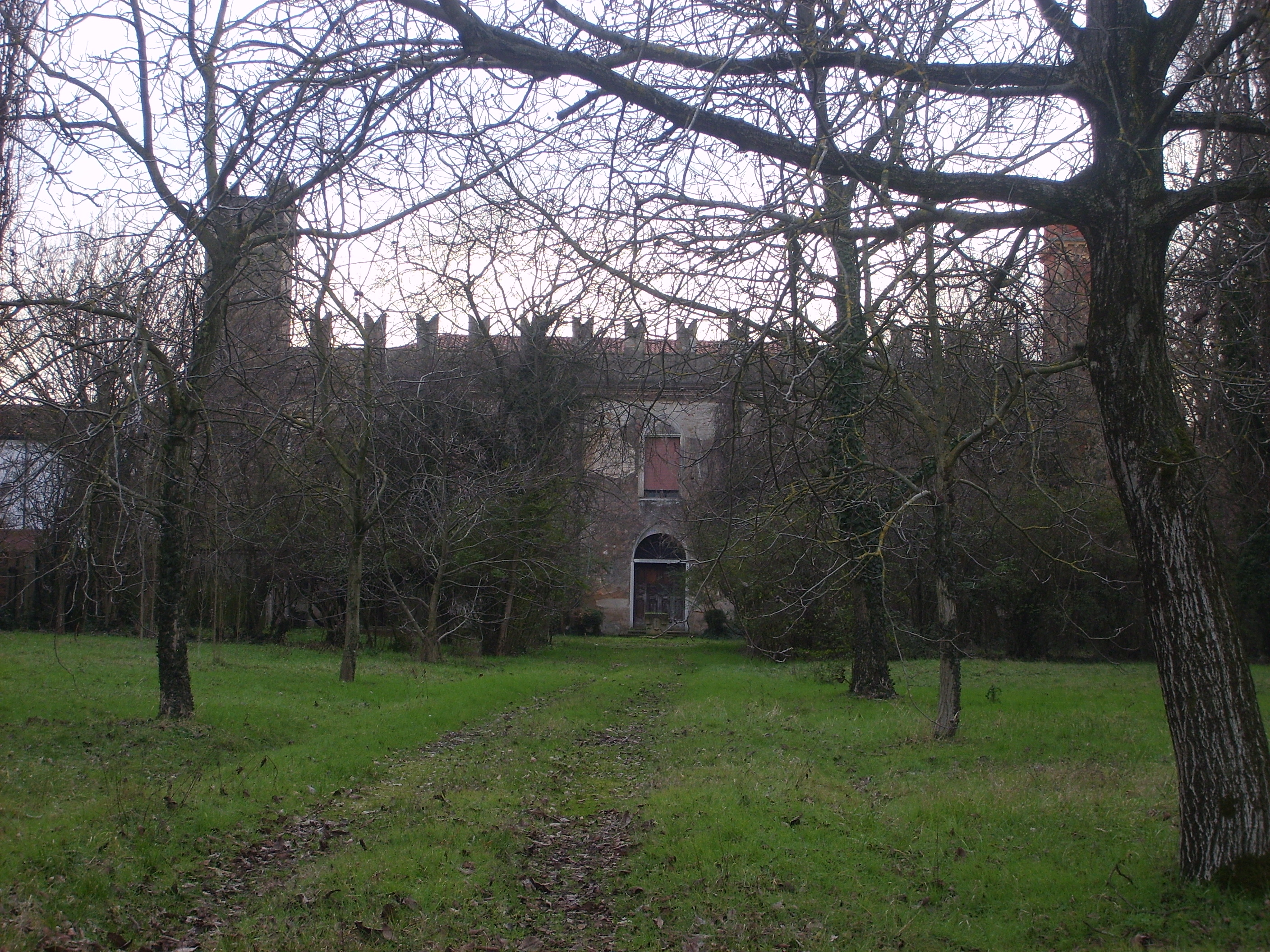
Villa Emma, via Matteotti, Castellucchio

- Villa Emma. La villa prende il nome dalla Marchesa Emma Pastore Capilupi che l'acquistò il 14 ottobre 1880. La villa rimane di proprietà dei Marchesi Capilupi fino al 1947, successivamente viene frazionata in più proprietà e attualmente appartiene a diversi privati.

## Geografia antropica
A Castellucchio esistono sei borghi che, oggi, stanno scomparendo in seguito alla ristrutturazione urbanistica delle vie. Un tempo, tra un borgo e l'altro, c'erano ampie zone a prato che delimitavano il borgo. Oggi, con la grande espansione urbanistica del paese, non è più possibile stabilirne gli esatti confini.
- Borgo Co' Ferraio (Cu di frèr in dialetto mantovano)[10]
Si chiama così perché nel borgo c'erano dei fabbri dediti per lo più a ferrare gli zoccoli dei cavalli. Si trova all'inizio del paese, per chi viene da Mantova, e termina in prossimità di via 2 giugno, la strada che porta a Sarginesco
- Borgo Piazza (Piasa in dialetto mantovano)[10]
Comprende il nucleo centrale del paese addossato alla chiesa. Racchiude la parte del paese posta tra via 2 giugno, via Marconi e via Roma.
- Borgo Cristo (Crest in dialetto mantovano)[10]
Il nome è legato all'edicola col Crocefisso che si trova vicino alle scuole elementari e più precisamente all'inizio di via Carrobbio. È la zona che delimita la fine del paese verso sud-ovest sulla strada statale per Cremona.
- Borgo Landine (Landini in dialetto mantovano)[10]
Non si sa il perché di questo nome. È la parte di paese vicina alla stazione ferroviaria.
- Borgo San Giovanni (San Giuan in dialetto mantovano)[10]
Il borgo deve il suo nome ad un dipinto murale con l'effigie di San Giovanni posto sulla casa al numero civico 29 di via Matteotti. Identifica la zona che va dalla via Matteotti alla via Crocette.
- Borgo Castello (Castèl in dialetto mantovano)[10]
È il borgo più piccolo del paese ma comprende la parte più alta, dove sorge la Torre Civica.

## Economia
L'economia locale è prevalentemente indirizzata al settore agricolo. Vengono prodotti in grandi quantità grano, mais, bietole e foraggi. Elevato l'allevamento del bestiame bovino e suino. Il latte prodotto viene lavorato nei caseifici del luogo e trasformato in burro e formaggio grana padano.

## Infrastrutture e trasporti

### Strade
A Castellucchio scorre un tratto della ex SS10, che conduce a est verso Mantova e l'Autostrada A22 del Brennero e a ovest verso Cremona.

### Ferrovie
Il comune è servito dalla stazione di Castellucchio, sulla linea Cremona-Mantova.

## Società
La comunità dei castellucchiesi presenta un indice di vecchiaia superiore alla media.

### Evoluzione demografica
Abitanti censiti